# Symphurus jenynsi
Symphurus jenynsi är en fiskart som beskrevs av Barton Warren Evermann och Kendall, 1906. Symphurus jenynsi ingår i släktet Symphurus och familjen Cynoglossidae. Inga underarter finns listade i Catalogue of Life.